# Amphisbetia elegans
Amphisbetia elegans är en nässeldjursart som först beskrevs av Gustav Heinrich Kirchenpauer 1884.  Amphisbetia elegans ingår i släktet Amphisbetia och familjen Sertulariidae. Inga underarter finns listade i Catalogue of Life.